# Víctor Vázquez Solsona
Víctor Vázquez Solsona (Barcelona, España, 20 de enero de 1987) es un futbolista español que juega de centrocampista en el F. C. Santa Coloma de la Primera División de Andorra.

## Trayectoria

### F. C. Barcelona
Fue jugador del Barcelona B, ya que desde los 9 años, y hasta su salida del club, llevó una formación azulgrana, siendo su generación, la de jugadores nacidos en el año 1987, una de las mejores de la historia de las categorías inferiores del FC Barcelona, ya que coincidió con jugadores como Leo Messi, Cesc Fábregas, Marc Valiente, Marc Pedraza o Gerard Piqué. Hizo su debut con el primer equipo en Liga, el 12 de abril de 2008 en un enfrentamiento donde se visitó al Recreativo de Huelva.
Josep Guardiola lo convocó para los partidos de pretemporada del Barça de la 2008-09, en los que jugó 3 partidos como titular. El 9 de diciembre, debutó en competencia internacional, cuando ingresó al terreno de juego en un partido que se iba perdiendo en casa, por 2-3 contra el Shakhtar Donetsk, justamente, era el último partido de fase de grupos en aquella edición de la Liga de Campeones.
Su primer gol con el equipo, fue el 7 de diciembre de 2010, en partido de Liga de Campeones contra el F. C. Rubin Kazán.

### Club Brujas
Al finalizar la temporada 2010-11 aceptó unirse al Club Brujas por un contrato de cuatro años.
Desde que vivió sus primeras semanas con el equipo, se sintió acogido por el entrenador y con esta confianza, encadenó una serie de buenos encuentros tanto en liga, copa y en competiciones europeas, donde tuvo la oportunidad de jugar en Liga Europa de la UEFA y Liga de Campeones de la UEFA.
Al final de la temporada 2014-2015 fue elegido futbolista del año en Bélgica.

### Paso por América y Asia
Había ya varios rumores que Vázquez se incorporaría al Cruz Azul, Sin embargo su traspaso tuvo dificultades incluso amenazando con caerse por completo, el 8 de enero de 2016 se hizo oficial su fichaje definitivo. Esto por poco más de 2 millones de euros plasmados a tres años.
En este club se reencontraría con su excompañero en el F. C. Barcelona, el también español Marc Crosas quien lleva ya varias campañas en México y 6 meses en Cruz Azul.
Hizo su debut con el equipo en la jornada 3 de la Primera División de México en un partido contra Club León entrando de cambio al minuto 84. Debutó en la Copa MX de titular en un partido contra Venados Fútbol Club teniendo una buena actuación con el equipo. Su debut como titular fue en un partido contra Querétaro Fútbol Club en la jornada 6 del fútbol mexicano. Su primer gol con Cruz azul fue ante Club Universidad Nacional en el minuto 23 de la jornada 9 del fútbol mexicano. Se tuvo que ir a España a recuperarse de una lesión que el propio doctor del club le causó y no supieron curarle. Después de algunas otras malas experiencias (fuera del fútbol) ha pedido marcharse y buscar suerte en otras ligas.
El 20 de febrero el Toronto lo ficha para la temporada 2017 de la MLS.
Fue nominado candidato a MVP del año de la Liga MLS.
El 22 de enero de 2019 abandonó Canadá para jugar en el Al-Arabi S. C. catarí las siguientes dos temporadas y media. En julio cambió Al-Arabi por el Umm-Salal S. C.

### Vueltas a Bélgica y la MLS
El 18 de agosto de 2020 se hizo oficial su vuelta a Bélgica tras firmar por dos años con el K. A. S. Eupen. Sin embargo, a los dos meses de su llegada rescindió su contrato por motivos personales.
Desde entonces pasó varios meses sin equipo, regresando en marzo de 2021 a la Major League Soccer para jugar en Los Angeles Galaxy. Allí estuvo dos años en los que marcó cinco goles en 57 partidos.
El 17 de diciembre de 2022 firmó por el Toronto Football Club, regresando así a la franquicia tres años después de su marcha. Esta segunda etapa duró una temporada y en enero de 2024 se marchó a la India para jugar en el East Bengal F. C. Allí completó la temporada y en agosto fichó por el F. C. Santa Coloma de Andorra.

## Clubes
| Club                | País           | Año       |
| ------------------- | -------------- | --------- |
| F. C. Barcelona "C" | España         | 2005-2006 |
| F. C. Barcelona "B" | España         | 2006-2011 |
| Club Brujas         | Bélgica        | 2011-2015 |
| Cruz Azul           | México         | 2016-2017 |
| Toronto F. C.       | Canadá         | 2017-2019 |
| Al-Arabi S. C.      | Catar          | 2019      |
| Umm-Salal S. C.     | Catar          | 2019-2020 |
| K. A. S. Eupen      | Bélgica        | 2020      |
| Los Angeles Galaxy  | Estados Unidos | 2021-2022 |
| Toronto F. C.       | Canadá         | 2023      |
| East Bengal F. C.   | India          | 2024      |
| F. C. Santa Coloma  | Andorra        | 2024-     |

## Palmarés

### Campeonatos nacionales
| Título                 | Club          | País           | Año  |
| ---------------------- | ------------- | -------------- | ---- |
| Copa de Bélgica        | Club Brujas   | Bélgica        | 2015 |
| Campeonato Canadiense  | Toronto F. C. | Canadá         | 2017 |
| Conferencia Este       | Toronto F. C. | Estados Unidos | 2017 |
| MLS Supporters' Shield | Toronto F. C. | Estados Unidos | 2017 |
| Copa MLS               | Toronto F. C. | Estados Unidos | 2017 |
| Campeonato Canadiense  | Toronto F. C. | Canadá         | 2018 |

### Campeonatos internacionales
| Título                       | Club            | Sede    | Año  |
| ---------------------------- | --------------- | ------- | ---- |
| Liga de Campeones de la UEFA | F. C. Barcelona | Roma    | 2009 |
| Liga de Campeones de la UEFA | F. C. Barcelona | Londres | 2011 |

### Distinciones individuales
| Distinción                          | Año  |
| ----------------------------------- | ---- |
| Mejor Futbolista del Año en Bélgica | 2015 |